# 단양 사지원리 방단적석유구
단양 사지원리 방단적석유구(丹陽 斜只院里 方壇積石遺構)는 충청북도 단양군 영춘면 사지원리에 있는 삼국시대의 적석 구조물이다. 2005년 8월 12일 충청북도의 기념물 제135호로 지정되었다.

## 개요
온달산성 건너편 골짜기, 단양군 영춘면과 강원도 영월군을 잇는 도로변에 있는 거대한 적석 구조물이다. 일명 ‘태조탑’ 또는 '태장이 묘'라고도 부른다. 그러나 '태장이 묘'라는 이름으로 더 많이 알려져 있다. ‘큰 장군’이라는 뜻을 가지고 있다. 축조 시기는 돌을 쌓은 기술이 신라의 산성 축성법과 같은 것으로 보아 대략 7세기경으로 추정된다. 유적의 정확한 용도는 알 수 없으나 온달 장군의 무덤으로 추정하는 경향도 있고, 고구려시대 무장의 적석총(돌무덤)으로 보는 견해도 있다. 그러나 발굴 조사 결과 온달 장군과 관련된 유품이 발견되지 않았으며, 매장과 관련된 시설이 없는 것으로 확인되었다. 이 적석 구조물에 대한 문헌 기록이나 뚜렷한 유물도 없어 유적의 성격은 정확히 파악하기 어렵다.

## 참고 문헌
- 단양 사지원리 방단적석유구 - 국가유산청 국가유산포털